# Torrijo de la Cañada
Torrijo de la Cañada è un comune spagnolo di 343 abitanti situato nella comunità autonoma dell'Aragona.